# Museu de Arte de Hong Kong
O Museu de Arte de Hong Kong (em chinês: 香港藝術館) é o principal museu de arte de Hong Kong. Ele é administrado pelo Departamento de Lazer e Serviços Culturais do Governo de Hong Kong. Uma ramificação do museu, o Museu Flagstaff House de Tea Ware, está situado no Parque Hong Kong.
O museu está a uma curta distância das estações Tsui East Tsim Sha e Estação Tsim Sha Tsui, pertencentes ao Metrô de Hong Kong, operado pela MTR Corporation Limited (MMRCL). Está ainda mais perto do Píer Star Ferry, que oferece serviços para o cais Wan Chai e para as balsas Central Ferry.
O Museu de Arte de Hong Kong muda suas exposições regularmente. As exposições no museu são principalmente de pinturas, caligrafia e esculturas de Hong Kong, China e outras partes do mundo. Ele mantém uma colaboração mundial com outros museus, como forma de renovação das exposições de arte. O objetivo do museu é preservar a cultura chinesa e promover as obras de artistas locais. A coleção do museu contém mais de 16 mil objetos de arte, incluindo pinturas, esculturas e caligrafia chinesa e artistas de Hong Kong, objetos de importância histórica. Além da exposição permanente, no âmbito da cooperação internacional acolhe exposições de obras de coleções estrangeiras no museu.
O Museu de Arte de Hong Kong encontra-se fechado desde 2015 para uma ampla reforma.

## História
O museu foi estabelecido como o Museu da Câmara Municipal e Galeria de Arte no City Hall, pelo Conselho Urbano em 1962. Este, então, foi dividido em Museu de História de Hong Kong e Museu de Arte de Hong Kong, em julho de 1975. O Museu de História mudou-se para o Parque Kowloon, em 1983. Antes de deixar a região central em 1991, o museu de arte ocupava os andares oitavo, nono, décimo e décimo-primeiro do edifício Alto Block, que agora se constituem numa biblioteca pública.
Em 1991, o Museu de Arte de Hong Kong foi transferido para suas instalações atuais, perto do Centro Cultural de Hong Kong e do Museu do Espaço de Hong Kong, em Tsim Sha Tsui.
O museu está fechado desde 3 de agosto de 2015 para uma reforma e expansão customizada em US$ 400 milhões. Ele permanecerá fechado durante aproximadamente três anos.

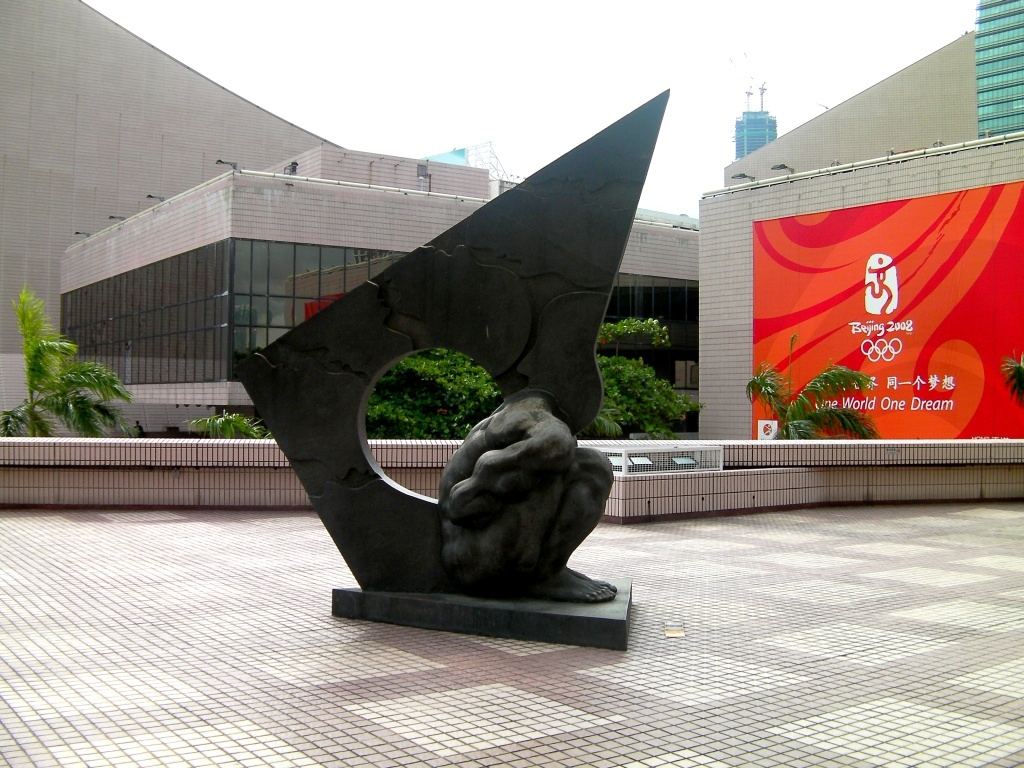
Escultura "Não é o Pensador"
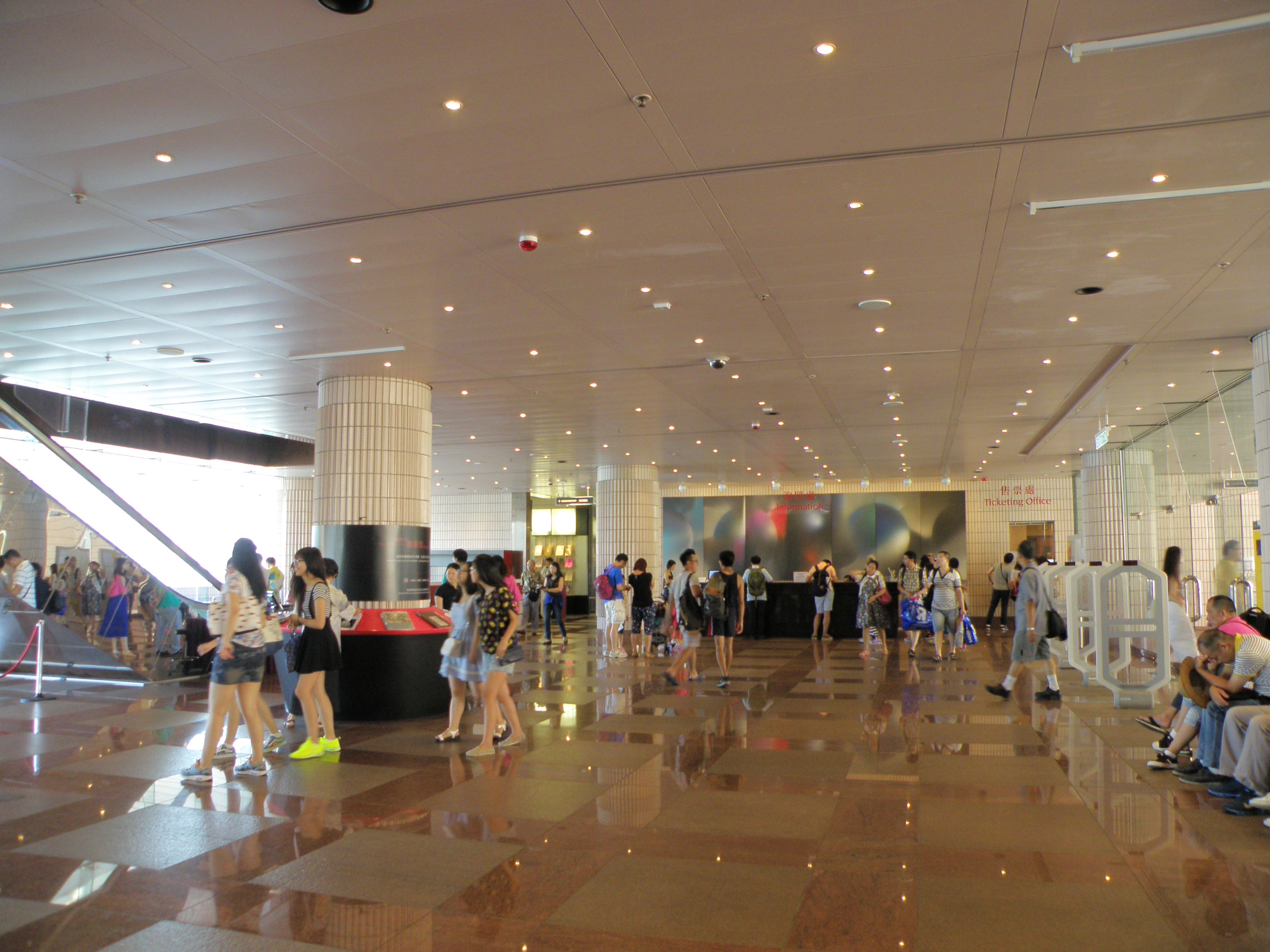
Hall de entrada do museu
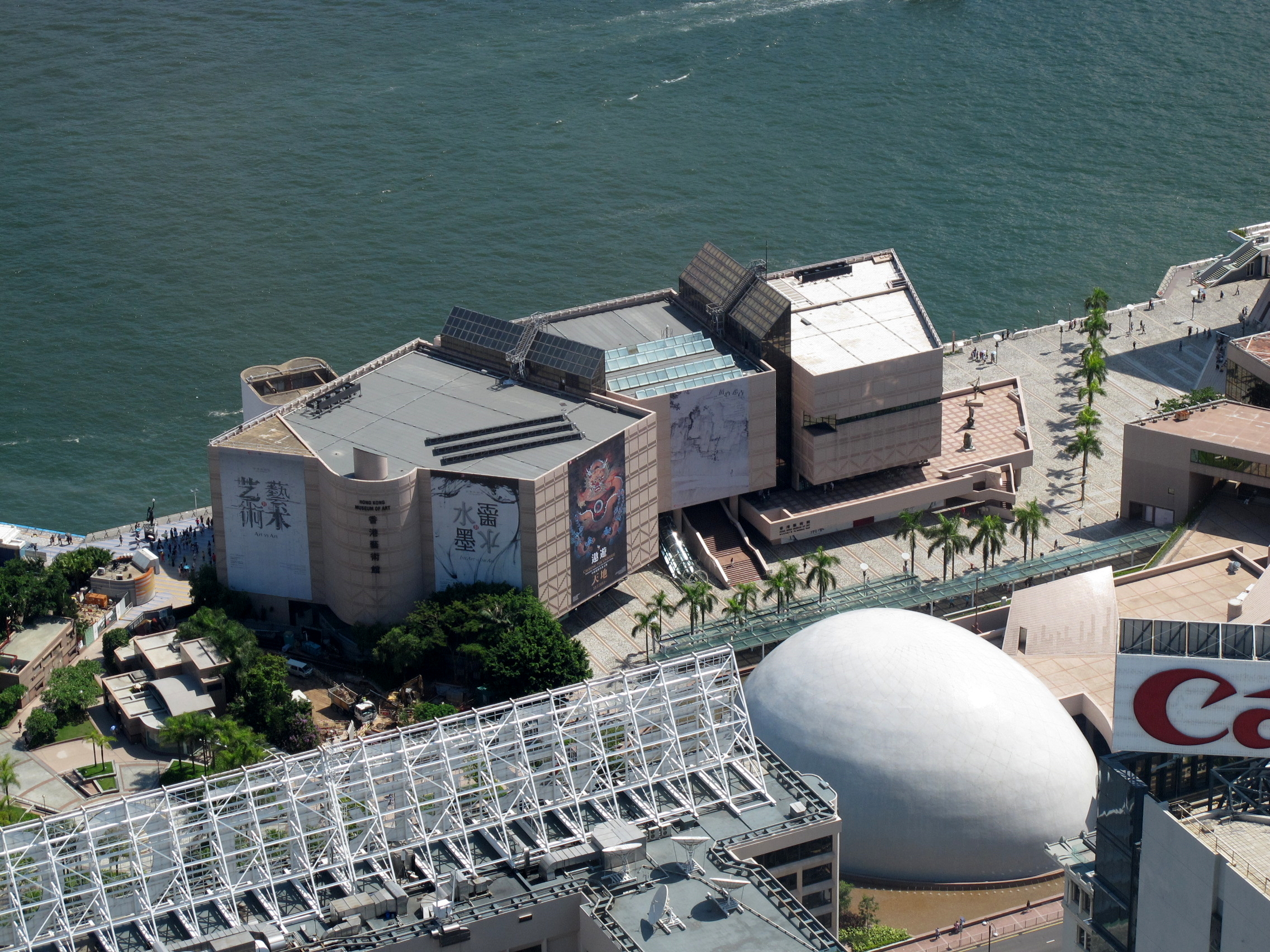
Vista aérea do museu (2011)
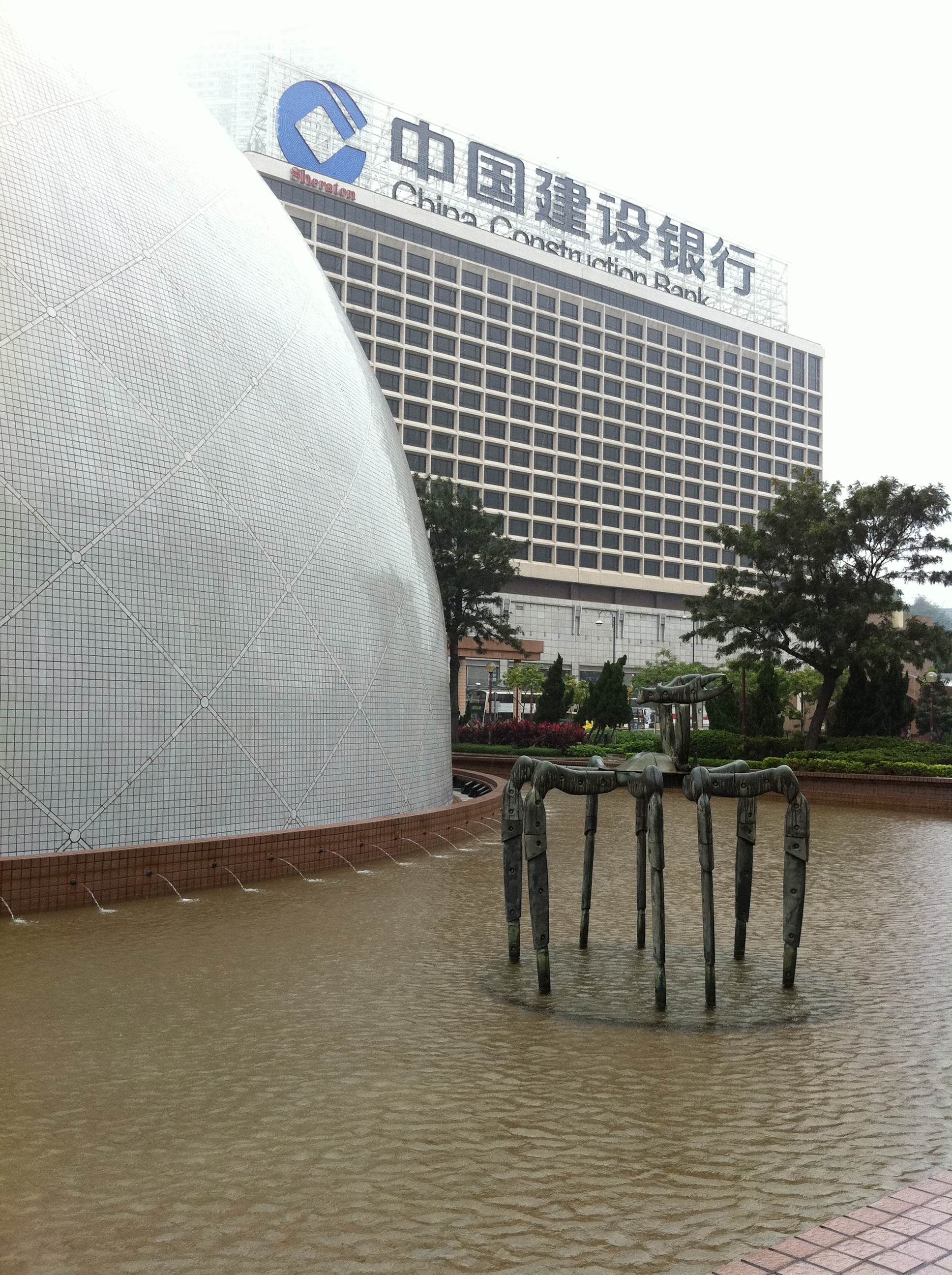
Fachada do museu
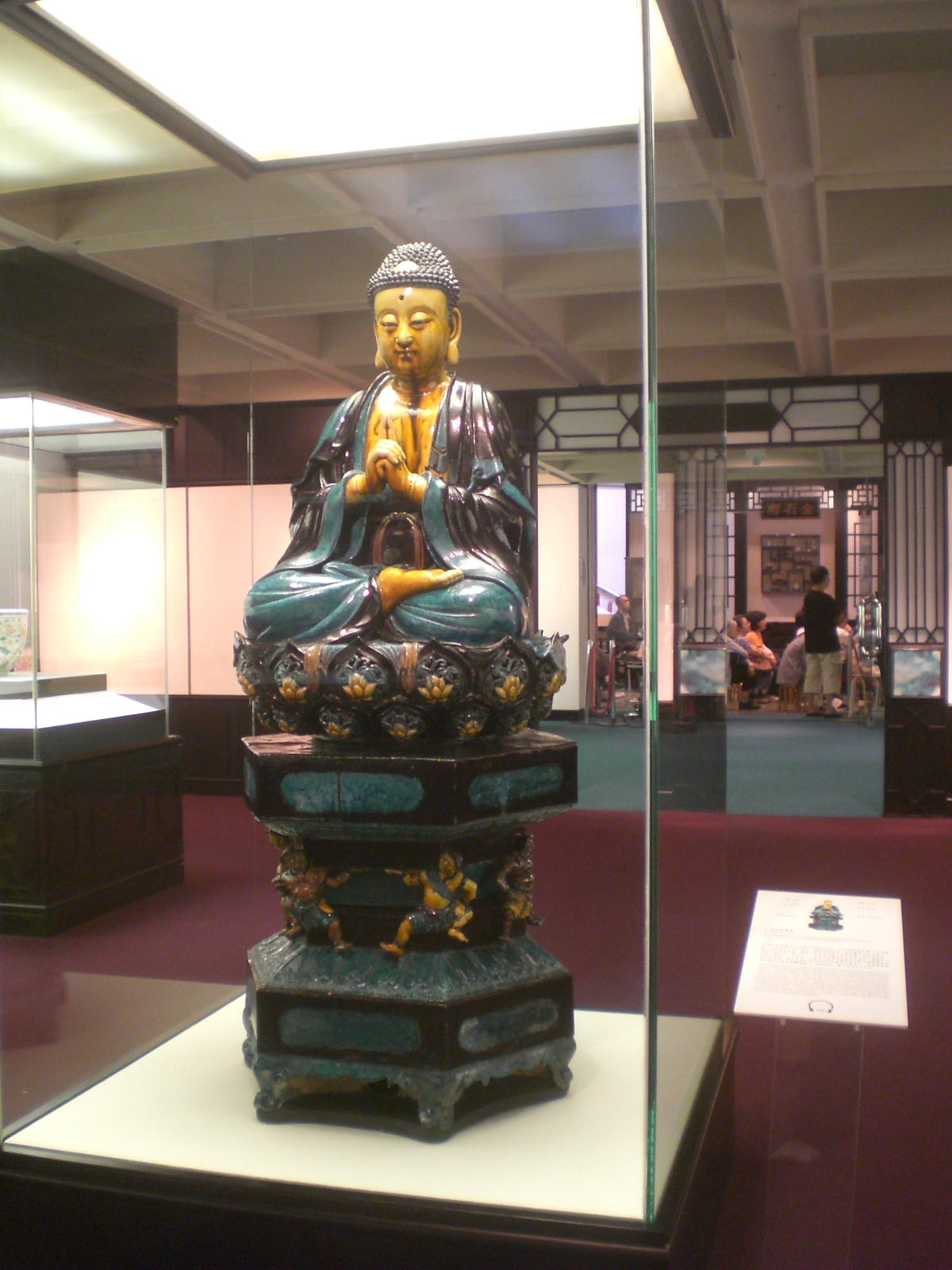
Buda sentado em um lótus
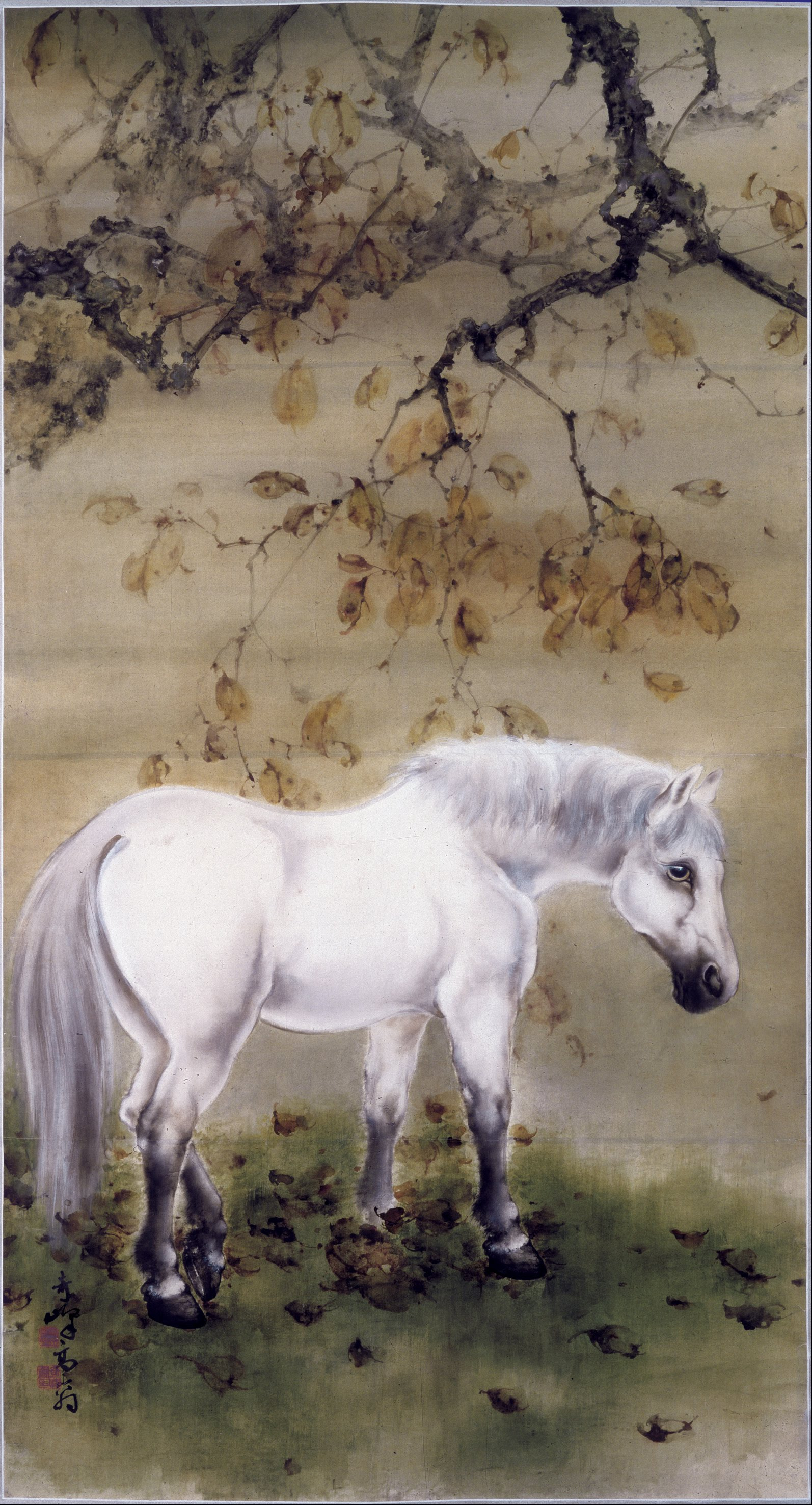
Gao Tsifen, "White Horse"
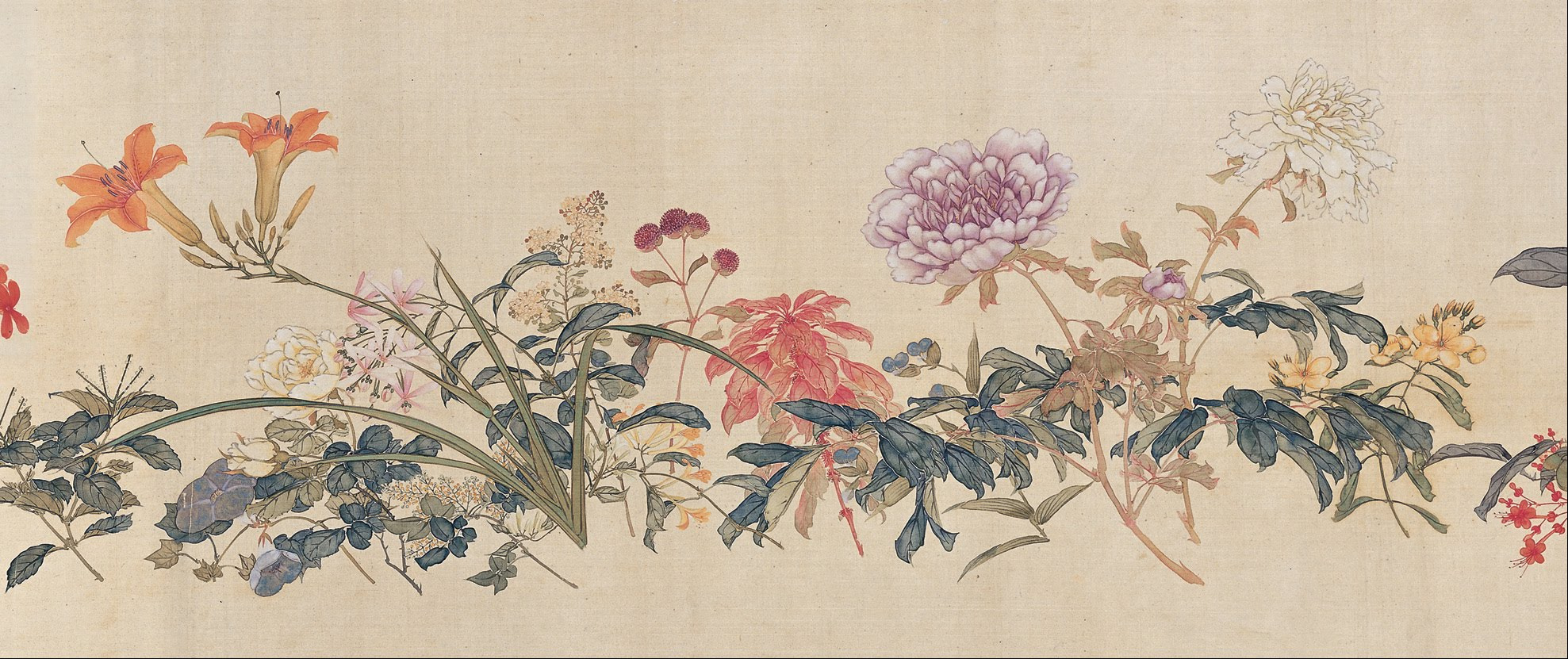
Ju Lian, "Cem flores"
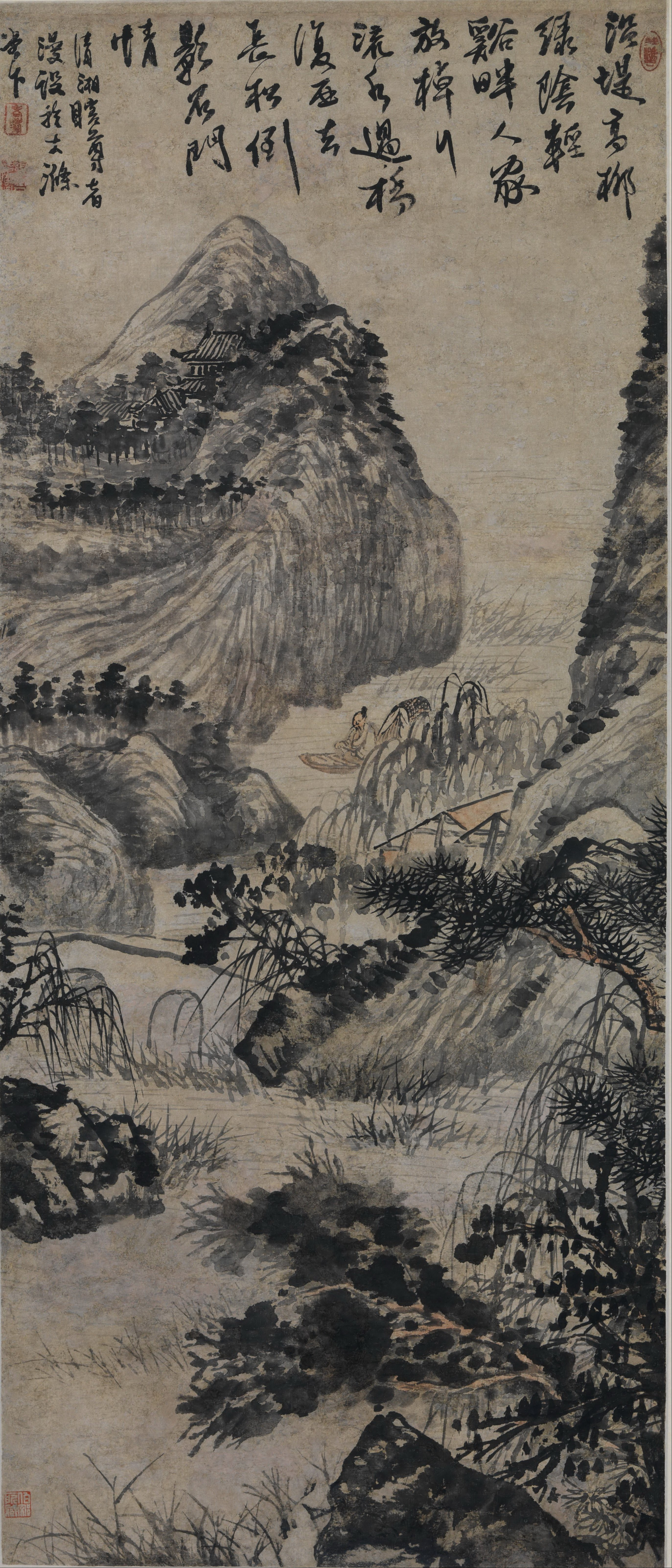
Shitao, "Desporto de barco no rio salgueiro"
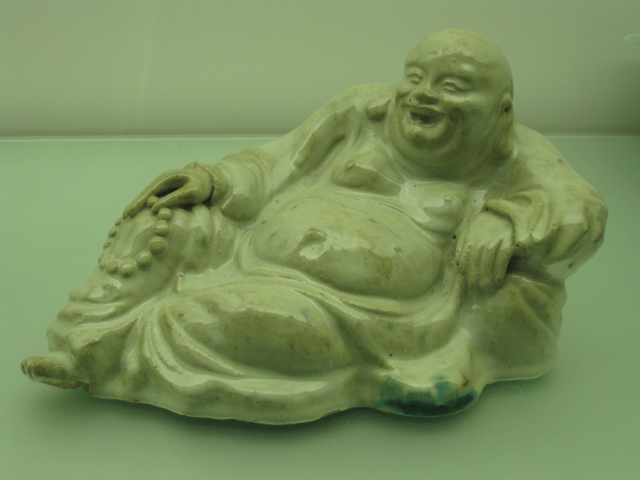
Maitreya
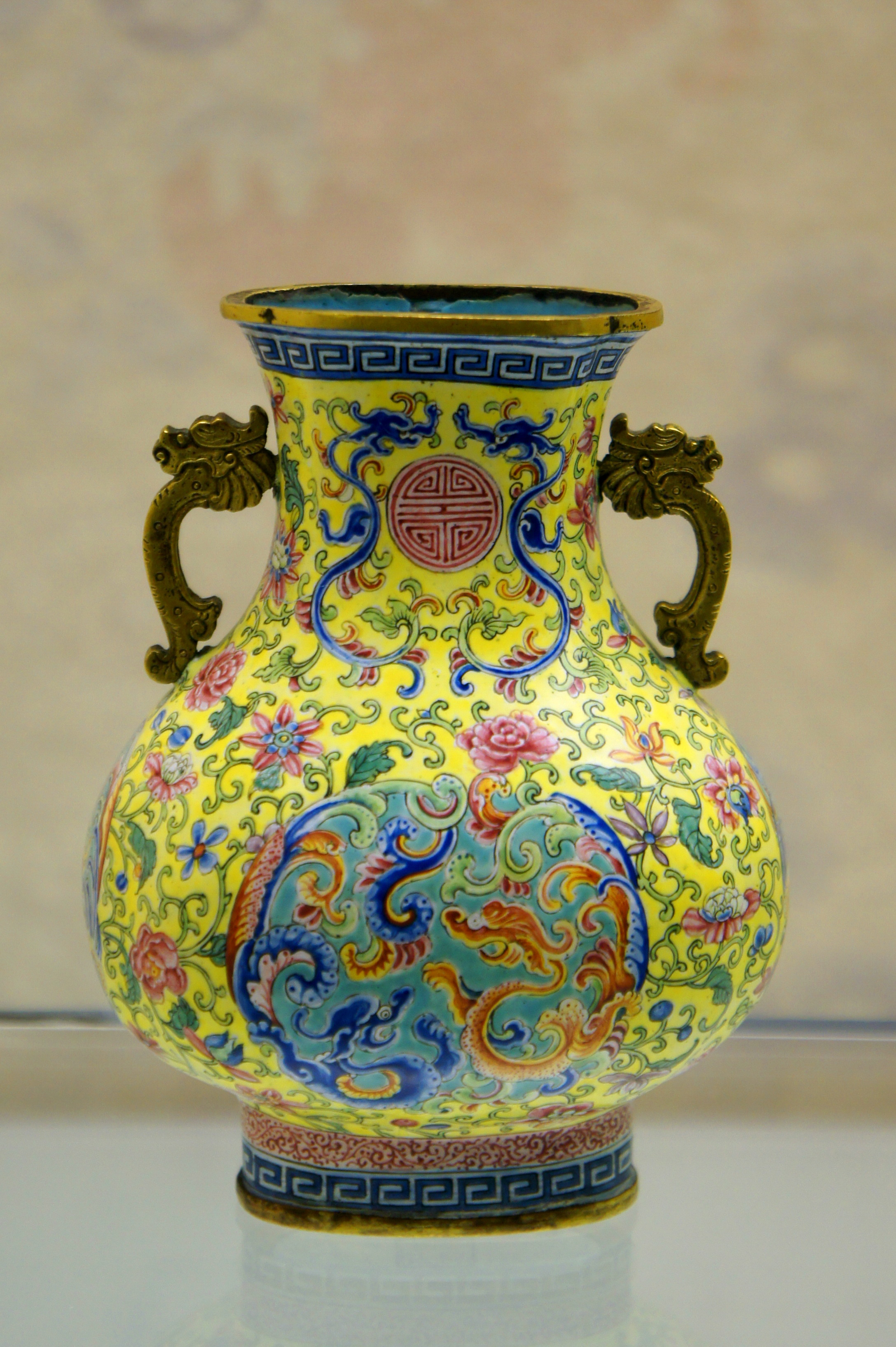
Vaso com um padrão floral
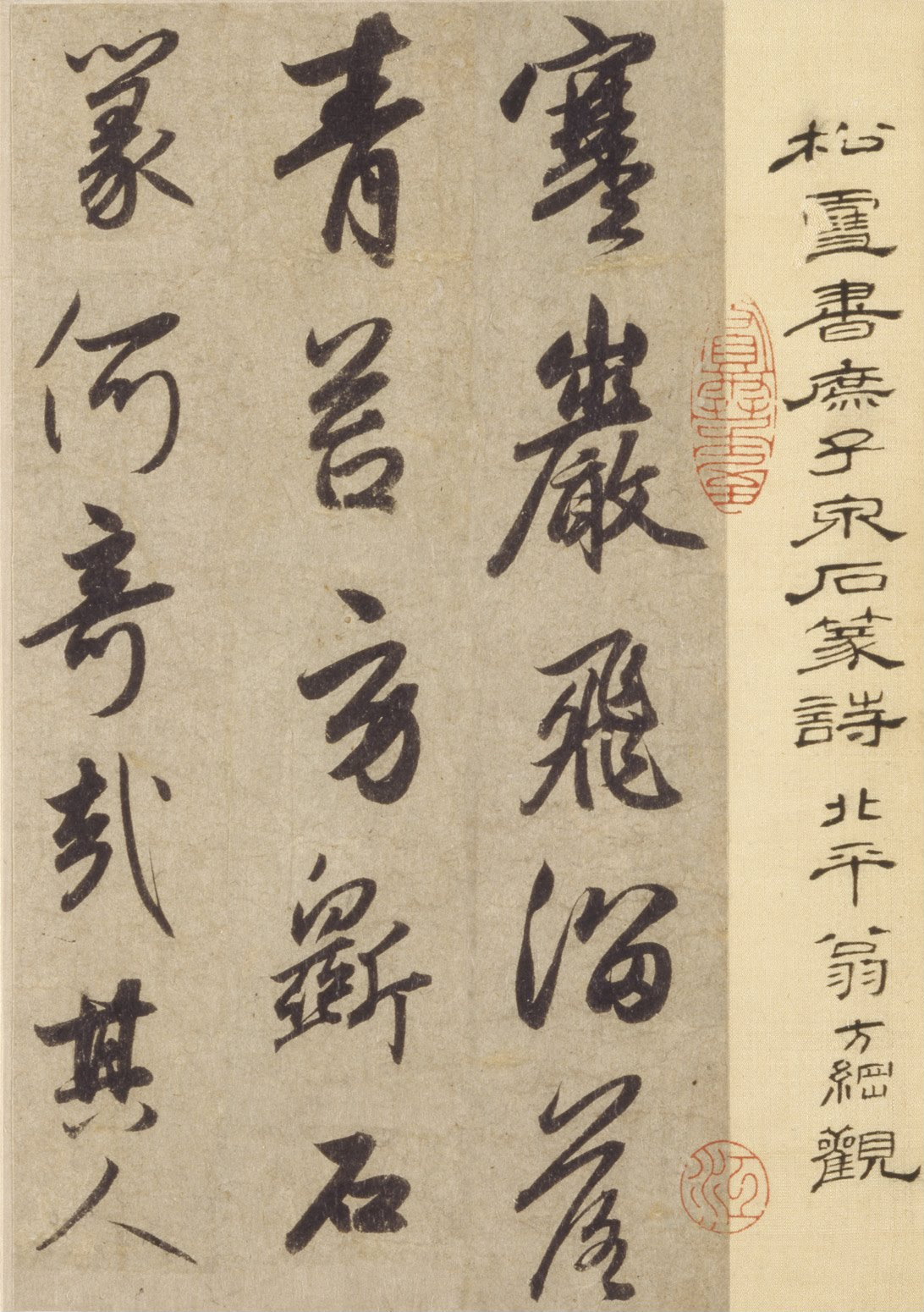
Caligrafia Zhao Mengfu
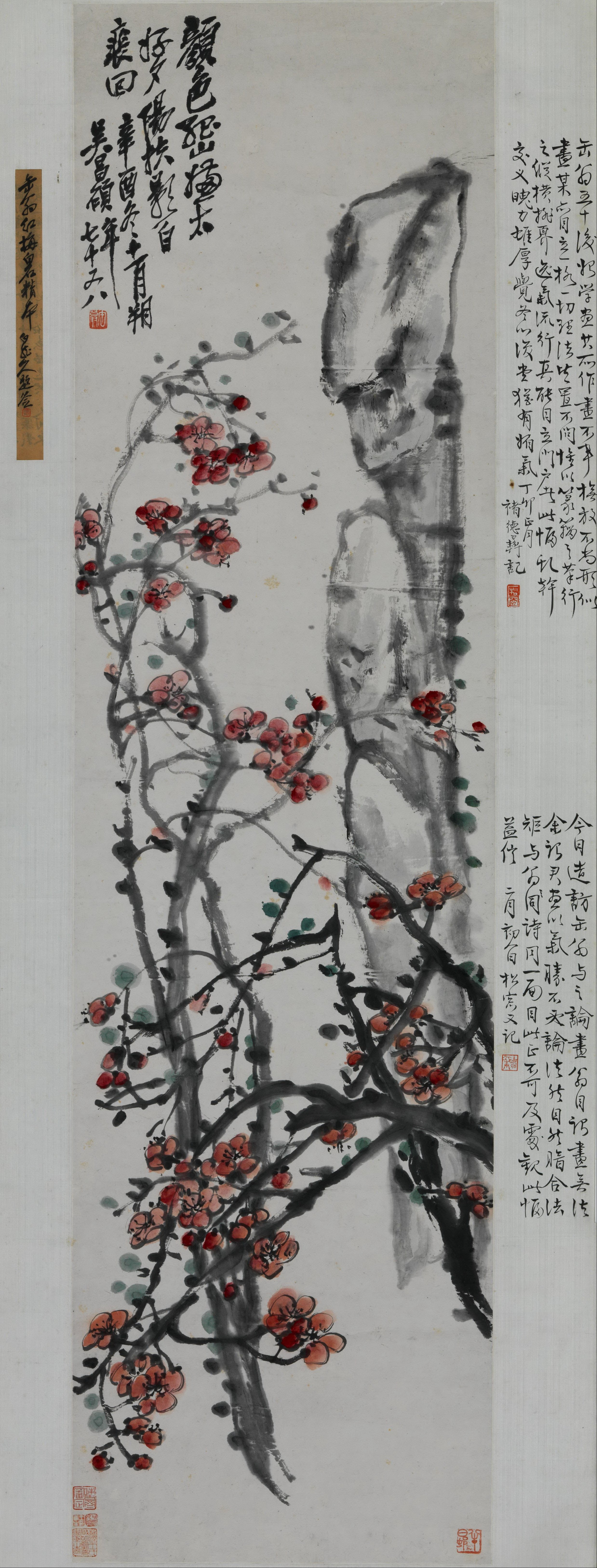
Em Changsha , "flores de ameixa vermelhos e rock"
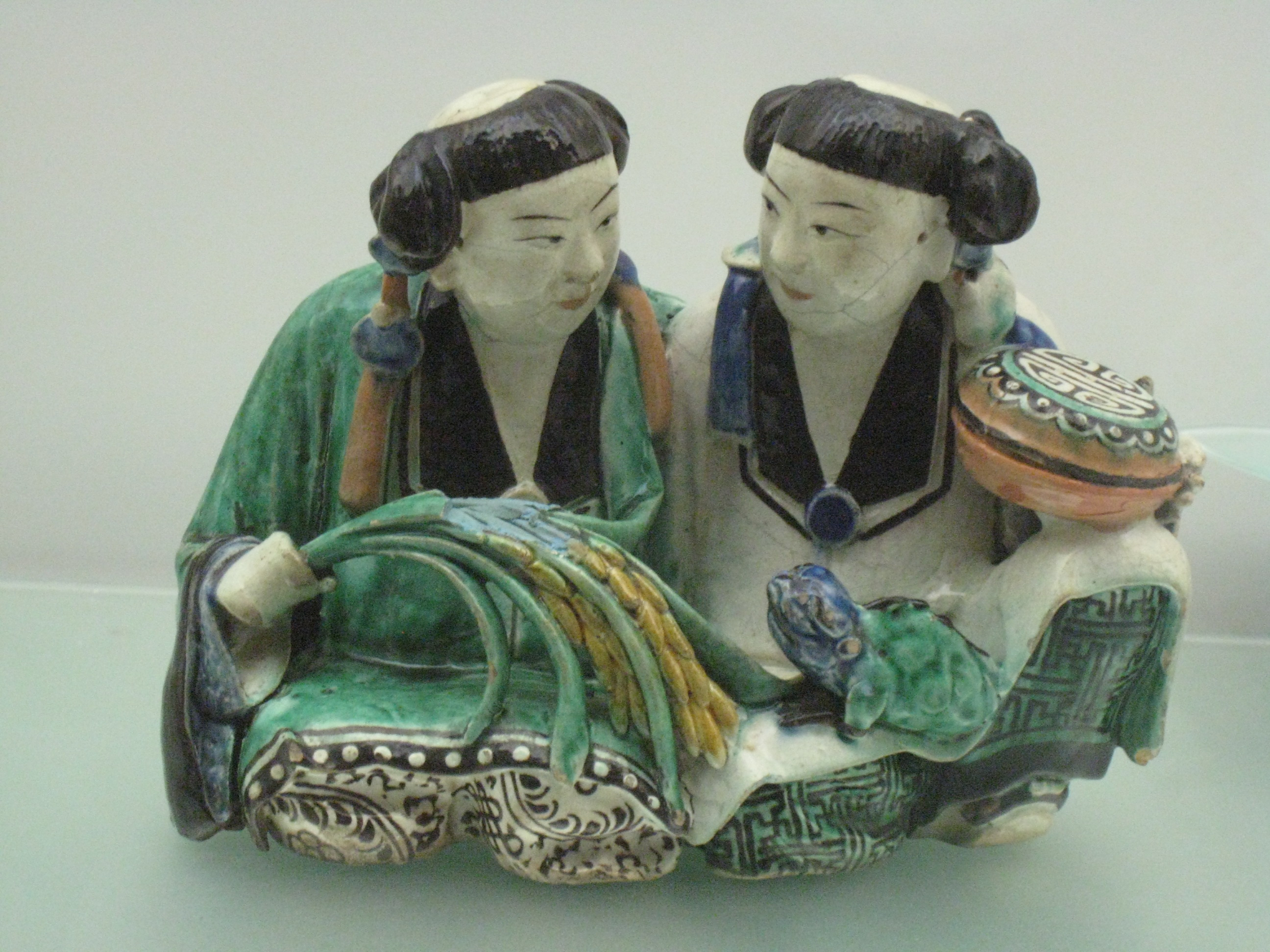
Dois espírito de harmonia e unidade
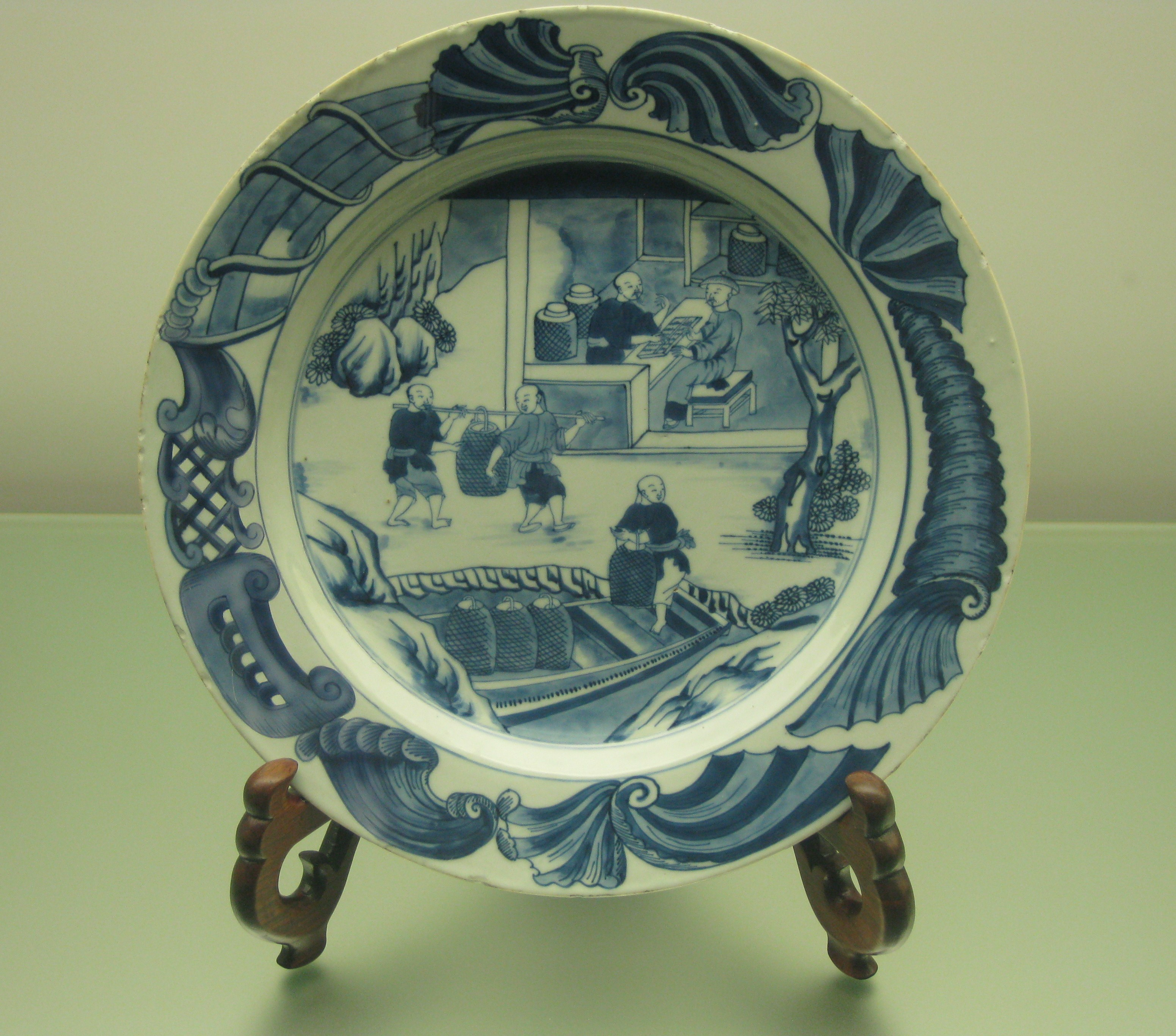
Placa com a imagem da fase de carregamento de chá